# Rotavirus A
Il rotavirus A è un Virus a RNA a doppio filamento che causa di solito gastroenterite acuta nei bambini. La trasmissione avviene per contatto diretto o per via fecale-orale. I sintomi possono essere molto gravi, ma la maggior parte dei casi guarisce completamente in pochi giorni.